# Цюй Бо
Цюй Бо (кит.: 曲波, нар. 15 липня 1981, Тяньцзінь) — китайський футболіст, що грав на позиції нападника.
Виступав, зокрема, за клуби «Ціндао Чжуннен» та «Гуйчжоу Женьхе», а також національну збірну Китаю.

## Клубна кар'єра
Народився 15 липня 1981 року в місті Тяньцзінь. Вихованець футбольної школи клубу «Тяньцзінь Локомотив».
У дорослому футболі дебютував 2000 року виступами за команду клубу «Ціндао Чжуннен», в якій провів дев'ять сезонів, взявши участь у 201 матчі чемпіонату. Більшість часу, проведеного у складі «Ціндао Чжуннен», був основним гравцем атакувальної ланки команди.
Своєю грою за цю команду привернув увагу представників тренерського штабу клубу «Гуйчжоу Женьхе», до складу якого приєднався 2010 року. Відіграв за команду з Гуйяна наступні чотири сезони своєї ігрової кар'єри. Граючи у складі «Гуйчжоу Женьхе» також здебільшого виходив на поле в основному складі команди.
Протягом 2014—2016 років захищав кольори команди клубу «Ціндао Хайню».
Завершив професійну ігрову кар'єру у клубі «Тяньцзінь Теда», за команду якого виступав протягом 2016—2017 років.

## Виступи за збірні
У складі юнацької збірної Китаю взяв участь в 11 іграх на юнацькому рівні, відзначившись 8 забитими голами.
Протягом 2000–2001 років залучався до складу молодіжної збірної Китаю. На молодіжному рівні зіграв у 10 офіційних матчах, забив 6 голів.
У 2002 році дебютував в офіційних матчах у складі національної збірної Китаю. Протягом кар'єри у національній команді, яка тривала 12 років, провів у формі головної команди країни 78 матчів, забивши 18 голів.
У складі збірної був учасником чемпіонату світу 2002 року в Японії і Південній Кореї, кубка Азії з футболу 2011 року у Катарі.

## Титули і досягнення
- Володар Кубка Китаю (2):

«Ціндао Чжуннен»: 2002
«Гуйчжоу Женьхе»: 2013
- Володар Суперкубка Китаю (1):

«Гуйчжоу Женьхе»: 2014
Збірні
- Переможець Кубка Східної Азії: 2010